# Véronique à longues feuilles
Veronica longifolia
Espèce
Classification phylogénétique
La Véronique à longues feuilles (Veronica longifolia L.) est une espèce de plantes vivaces. Autrefois classées dans la famille des Scrophulariaceae, les véroniques (genre Veronica) appartiennent maintenant à celle des Plantaginaceae.
Fréquemment plantée dans les jardins, elle aime les lieux humides et est spectaculaire par ses longs épis bleus ou mauves.

## Description

### Écologie et habitat
Plante vivace appréciant les lieux humides, notamment les bords de cours d'eau, en plaine ou en moyenne montagne (jusqu'à 1 250 mètres). On la rencontre en Europe tempérée, mais elle est rare en Grande-Bretagne, s'arrête au nord en Scandinavie et semble quasiment inconnue dans les régions méditerranéennes. Floraison en juin-juillet.

### Morphologie générale et végétative
Plante herbacée assez grande, formant des touffes, à tiges érigées pouvant dépasser un mètre. Les feuilles peuvent être opposées, mais sont souvent verticillées par groupes de trois ou quatre. Assez étroites et lancéolées, à court pétiole, elles ont un limbe profondément denté.

### Morphologie florale
L'inflorescence se présente en racèmes (grappes) ayant l'apparence de longs épis étroits. Fleurs bleues à mauves, à quatre pétales et à deux étamines proéminentes.

### Fruit et graines
Les fruits sont des capsules glabres en forme de cœur.